# Diritto internazionale privato italiano
Il diritto internazionale privato italiano è quell'insieme di norme che disciplinano i rapporti non totalmente interni al diritto italiano, ponendo regole per dirimere i conflitti di leggi di altri Stati con l'ordinamento giuridico italiano. Raccoglie il sistema di regole riguardanti la giurisdizione del giudice italiano, il diritto o la legge applicabile e il riconoscimento delle sentenze straniere.

## Storia
Gran parte della teorizzazione italiana riguardante la relativa materia è da assegnare a Pasquale Stanislao Mancini, padre del sistema italiano di diritto internazionale privato. Già nel suo primo discorso come cattedratico della materia all'Università di Torino, Mancini teorizzò un sistema di norme improntato sui caratteri di neutralità e bilateralità delle norme, così da garantire il più ampio respiro e collegamento con la Comunità internazionale alla ricerca dell'uniformità delle soluzioni internazionali, problema a cui Mancini dedicò particolare attenzione.
Con la codificazione del 1865 di cui Mancini fu relatore si affermarono tali principi, e dopo la morte dell'illustre giurista si insediarono le Conferenze dell'Aja di diritto internazionale privato.

## Disciplina normativa
Nell'ordinamento italiano il diritto internazionale privato è disciplinato dalla legge 31 maggio 1995, n. 218, che "determina l'ambito della giurisdizione italiana, pone i criteri per l'individuazione del diritto applicabile e disciplina l'efficacia delle sentenze e degli atti stranieri" . L'applicazione delle disposizioni contenute in detta legge deve coordinarsi con le convenzioni internazionali e con i numerosi regolamenti dell'Unione europea che disciplinano la materia. 
In particolare sono in vigore i seguenti regolamenti: 
- Regolamento Bruxelles 1 bis, n. 1215/2012, sulla competenza giurisdizionale, il riconoscimento e le decisioni in materia civile e commerciale;
- Regolamento Bruxelles 2 bis, n. 2201/2003, relativo alla competenza, al riconoscimento e all'esecuzione delle decisioni in materia matrimoniale e in materia di responsabilità genitoriale;
- Regolamento Roma 1, n. 593/2008 sulla legge applicabile alle obbligazioni contrattuali;
- Regolamento Roma 2, n. 864/2007, sulla legge applicabile alle obbligazioni extracontrattuali;
- Regolamento 4/2009, relativo alla competenza, alla legge applicabile, al riconoscimento e all'esecuzione delle decisioni e alla cooperazione in materia di obbligazioni alimentari;
- Regolamento 1259/2010, c.d. Roma 3, sulla legge applicabile al divorzio e alla separazione personale;
- Regolamento 650/2012, relativo alla competenza, alla legge applicabile, al riconoscimento e all’esecuzione delle decisioni e all’accettazione e all’esecuzione degli atti pubblici in materia di successioni e alla creazione di un certificato successorio europeo;
- Regolamento 2016/1103, relativo alla competenza, della legge applicabile, del riconoscimento e dell'esecuzione delle decisioni in materia di regimi patrimoniali tra coniugi;
- Regolamento 2016/1104, relativo alla competenza, della legge applicabile, del riconoscimento e dell'esecuzione delle decisioni in materia di effetti patrimoniali delle unioni registrate.

### La riforma della legge 218/1995
Il testo, approvato il 31 maggio 1995, disciplina la materia del diritto internazionale privato.
Principi cardine dell'ordinamento sono il principio di residenza, il criterio della volontà delle parti  ed entro i limiti della salvaguardia dell'armonia statale, la ricerca dell'uniformità delle soluzioni internazionali. Nel caso in cui le applicazioni giurisprudenziali straniere non siano sufficienti o valide, il principio di reciprocità garantisce l'applicazione del diritto italiano.
Gli articoli più significativi di tale norma sono:
- Art.1: Caratteri generali entro cui opera la Legge.
- Art. 2: I commi 1 e 2 di questo articolo garantiscono l'applicazione delle convenzioni internazionali vigenti per l'Italia nonostante le disposizioni della legge 218/95 e ribadiscono l'esigenza di un'applicazione uniforme delle soluzioni internazionali.
- Art.3: Delimitazione dell'ambito di giurisdizione italiana.
- Art.13: Rinvio. L'istituto del rinvio integra quella situazione nella quale si trova un giudice interno nel momento in cui una norma di conflitto del nostro ordinamento, richiama una norma di conflitto straniera, che a sua volta rimanda indietro (rinvio indietro) o inoltra ad un altro ordinamento (rinvio altrove) la fattispecie. Tale articolo al comma 1 ci dice che del rinvio il nostro sistema tiene conto nei casi in cui
  - A) la norma rinvii di nuovo alla legge italiana,
  - B) nei casi in cui lo Stato a cui il rinvio è rivolto accetti la giurisdizione. Al secondo comma sono elencate le cause di esclusione del rinvio, ovvero quando è determinata una volontà precisa delle parti, quanto ai requisiti di forma e quanto alle obbligazioni extracontrattuali.
- Art.14: Accertamento e conoscenza della legge straniera. L'accertamento della legge straniera deve essere compiuto d'ufficio dal giudice secondo il principio jura novit curia [art.14.1]. Nel caso in cui il giudice fosse nell'impossibilità di venire a conoscenza del diritto straniero, l'art.14 comma 2 impone il ricorso a criteri sussidiari e solo come criterio ulteriormente sussidiario, ergo come ultima spiaggia, il ricorso alla lex fori(diritto interno).
- Art.15: Interpretazione della legge straniera. La legge straniera deve essere interpretata secondo i canoni di quel ordinamento e secondo la sua applicazione nel tempo, ovvero seguendo la mutazione che le norme subiscono con il trascorrere del tempo.
- Art.16: Eccezione di ordine pubblico. Questa clausola permette al nostro ordinamento di salvaguardare l'armonia giuridica interna, consentendo al giudice, di apporre l'eccezione di ordine pubblico ogniqualvolta una legge straniera richiamata da una nostra norma di conflitto sia in contrasto con i valori portanti di eguaglianza, non discriminazione e libertà religiosa (vedi Risoluzione sulle diversità culturali e l'ordine pubblico nel diritto internazionale privato della famiglia). Per limitare la possibilità di un abuso da parte dei giudici di questa clausola, è stato imposto che l'incompatibilità tra la legge straniera e il nostro ordinamento deve essere manifesta, cioè obbiettivamente riconoscibile (art.16.1). Nel caso di apposizione di tale clausola e quindi di impossibilità di applicazione della legge straniera, l'art.16.2 disciplina l'utilizzo di altri criteri di collegamento al fine dell'individuazione del diritto applicabile, e solo come residuale l'applicazione della lex fori.
- Art.17: Norme di applicazione necessaria. Ulteriore strumento di salvaguardia dei valori interni, agisce in via preventiva rispetto all'ordine pubblico. Si tratta di norme desunte da considerazioni materiali, le quali autodefiniscono il loro ambito di applicazione e che devono essere applicate dal giudice indifferentemente rispetto a fattispecie totalmente interne o a fattispecie transnazionali. Queste prevalgono sulle Convenzioni stipulate dagli Stati, escludendo quindi la possibilità di illecito internazionale ogniqualvolta vengano applicate in preferenza alle norme convenzionali, ma cadono davanti al diritto comunitario.
- Art.18: Richiamo ad ordinamenti plurilegislativi. Si definiscono tali quegli ordinamenti che, al loro interno, presentano più legislazioni civilistiche a base territoriale(Stati federali) o a base personale (diritto religioso). Nel caso in cui una norma di conflitto richiami a tali ordinamenti (art.18.1), il giudice dovrà applicare la legge secondo i criteri attributivi di competenza dell'ordinamento richiamato, quindi anche del diritto religioso(islam), nel momento in cui lo Stato centrale ne demandi la disciplina della fattispecie. Nel caso di non individuazione del diritto da applicare(art.18.2) il giudice utilizzerà il criterio del collegamento più stretto.
- Art.19: Apolidi, rifugiati, pluricittadini. Questo articolo mira a disciplinare la legge applicabile, nel primo comma, ad apolidi e rifugiati. Non essendo applicabile il criterio base della cittadinanza, concorrono successivamente due criteri: quello del domicilio e quello della residenza. Il secondo comma si occupa dei pluricittadini, ossia gli individui con plurima cittadinanza, stabilendo che la cittadinanza italiana, davanti ai nostri giudici prevalga sempre, e nel caso di diverse cittadinanze non comprendenti quella italiana, il giudice dovrà applicare la legge di quella con cui l'individuo presenta il collegamento più stretto.
- Art.20: Capacità giuridica delle persone fisiche. È regolata dalla loro legge nazionale.
- Art.23: Capacità di agire delle persone fisiche. È regolata dalla loro legge nazionale.
- Art. 54: I diritti sui beni immateriali devono essere regolati dalle leggi dello Stato di utilizzazione. Questo articolo implementa dunque il principio di residenza.
- Art.57: Demanda la disciplina delle obbligazioni contrattuali alla Convenzione di Roma del 1980, attualmente tradotta nel Regolamento CE 593/2008 Roma 1.

## Fonti
Le principali fonti di diritto internazionale privato in Italia sono:
- il regolamento (UE) n. 1215/2012, che abroga e sostituisce il regolamento 44/2001 (art.80) e si applica alle azioni proposte, agli atti pubblici formalmente redatti o registrati e alle transazioni giudiziarie approvate o concluse alla data o successivamente al 10 gennaio 2015 (articolo 66). Viceversa, se l'azione è stata proposta prima del 10 gennaio 2015, se anche la decisione è stata resa successivamente a tale data, continuerà ad applicarsi il regolamento 44/2001. Entrambi i testi normativi sanciscono i criteri comuni di competenza giurisdizionale, di riconoscimento e di esecuzione delle decisioni in materia civile e commerciale (escluse le materie relative al fallimento, ai rapporti di famiglia, alla sicurezza sociale, all'arbitrato, ai testamenti e alle successioni). Salve alcune particolari ipotesi, le norme sulla competenza giurisdizionale si applicano qualora il convenuto sia domiciliato in uno Stato membro. Viceversa, le norme sull'esecuzione delle decisioni si applicano a prescindere dal domicilio del convenuto (ad esempio, se il giudice francese pronuncia una sentenza nei confronti di un soggetto domiciliato negli USA, tale decisione potrà essere eseguita in Italia secondo il regolamento 44/2001 o, se già applicabile, secondo il regolamento 1215/2012).
- il regolamento (CE) n. 2201/2003 entrato in vigore il 1º agosto 2004, che concerne i criteri di giurisdizione comuni in tutti gli stati membri della Unione Europea, relativi ai procedimenti civili relativi al divorzio, alla separazione personale dei coniugi, all'annullamento del matrimonio e per le domande connesse e conseguenti relative alla patria potestà. Tale regolamento ha abrogato il vecchio 1347/2000, entrato in vigore il primo marzo 2001;
- il regolamento CE nº 1346/2000 riguardante i criteri di giurisdizione del fallimento, entrato in vigore dal 31 maggio 2002;
- la legge 218/95 limitatamente alla parte in cui recepisce la convenzione di Bruxelles del '68. La Convenzione concerne i criteri comuni di competenza giurisdizionale, di riconoscimento e di esecuzione delle decisioni in materia civile e commerciale (ad esclusione del diritto fallimentare e dei rapporti familiari), si applica a tutti i rapporti sorti prima del 2002, nei confronti degli Stati firmatari della stessa, e, posteriormente al 1º marzo 2002, solo nei confronti della Danimarca. Tuttavia, nelle materie comprese nel campo di applicazione della Convenzione, la giurisdizione italiana sussiste anche allorché il convenuto non sia domiciliato in uno Stato contraente.
- la legge 218/95 lato sensu (comprendente cioè, sia le disposizioni in recepimento della convenzione, sia le disposizioni estese agli stati extracomunitari) si applica nei confronti di tutti gli stati extracomunitari, nelle materie stabilite da essa e introduce propri criteri di competenza giurisdizionale, di riconoscimento e di esecuzione delle decisioni.
- il regolamento CE n. 1348/2000 relativo alle modalità e principi da seguire per le notifiche da e per stati esteri, sostituito dal Reg. n. 1693/2007.
- il Regolamento 805/2004 indicante l'istituto del Titolo Esecutivo Europeo (TEE) per l'armonizzazione e la velocizzazione dell'esecuzione dei provvedimenti in materia di esecuzioni.
- il Regolamento CE 593/2008, Roma 1 con cui si tramuta in regolamento la Convenzione di Roma del 1980 sulle obbligazioni contrattuali.